# Lachnoloma lehmannii
Lachnoloma es un género monotípico de plantas fanerógamas de la familia Brassicaceae. Su única especie, Lachnoloma lehmannii, es originaria de Asia Central.

## Taxonomía
Lachnoloma lehmannii fue descrita por Alexander von Bunge y publicado en Delectus Seminum Horti Botanicus 4: 8. 1839.